# Якоб де Гаан
Якоб де Гаан (нід. Jacob de Haan; 28 березня 1959, Геренвен, Нідерланди) — нідерландський композитор.

## Життєпис
Якоб де Гаан народився 28 березня 1959 року в муніципалітеті Геренвен, живе і працює в Роттердамі. Часто виступає як запрошений диригент з оркестрами, у тому числі Австралії, Швейцарії, Словенії, Австрії, Німеччини, Італії, Франції та Бельгії. Виступив режисером та продюсером декількох CD-записів професійних оркестрів Нідерландів та інших країн.

## Твори Якоба де Гаана
- Адажіетто
- Хоральна музика
- Дакота
- Гора (концертний марш)
- Королівська паркова мелодія
- Легенда гори
- Мартіні
- Месса Бревіс
- Месса Катаріна
- Монтеросі
- Німецька любовна пісня
- Перська увертюра
- Перший клас
- Піонери Лоуландії (марш)
- Псалом 150
- Сан дієго
- Утопія